# Sam Jones III
Samuel L. Jones III (Boston, Massachusetts, 29 de abril de 1983) es un actor estadounidense. Más conocido por interpretar el papel de Pete Ross en la serie de televisión Smallville.

## Biografía
Durante su juventud actuó en varios comerciales locales, pero fue estando en Los Ángeles, de vacaciones con un amigo, cuando decidió que su carrera sería la actuación, por ello, después de graduarse, Sam se fue a vivir a Hollywood para seguir su sueño y convertirlo en realidad. Su primer papel fue como invitado en el programa NYPD Blue, en el cual interpretó un chico problemático que roba una pistola y la oculta en la cuna de su hija. Desde entonces, su carrera empezó a crecer. Sus apariciones incluyen una participación en CSI, donde interpreta a un joven que mata accidentalmente a una chica, entonces observa como su abuelo se echa la culpa. 
También apareció en Judging Amy, como un joven del cual abusan sexualmente. Jones también apareció en dos episodios de la nueva serie The Nightmare Room, la cual se transmite por WB Kids. En 2002 terminó de grabar actuaciones en dos películas, Zigzag, donde interpreta a un joven autista de 15 años, y Snipes en la cual interpreta a un padre adicto al crack, así mismo, ha sido invitado a interpretar algunos personajes en varias series de televisión. Su actuación como Pete Ross, el mejor amigo de Clark Kent en el drama de acción y aventuras de Warner Chanel Smallville marca su debut como protagonista en una serie.
Sam ha tenido un papel recurrente en ER interpretando el papel del hijo de Danny Glover y el hermano de Mekhi Phifer. También protagoniza la película hecha para televisión For One Night, estrenada en Lifetime en febrero de 2006 y aparecerá en “7th Heaven” de WB.
Él vive actualmente en Los Ángeles y cuando no está trabajando, Jones pasa su tiempo libre jugando baloncesto.
Sam Jones comenzó la primera temporada de la serie Blue Mountain State como uno de sus protagonistas pero su papel fue eliminado para la segunda temporada debido a sus problemas legales.

## Arresto
En octubre de 2009 Jones fue detenido por agentes de la DEA por cargos de tráfico de drogas. Fue acusado de posesión de drogas con intención de tráficar con ellas. El 16 de diciembre de 2010 se declaró culpable de conspiración para vender más de 10 000 pastillas de oxicodona. Jones fue la "conexión en Hollywood" de un caso de compra ilegal y distribución de la droga, de acuerdo con los documentos presentados en el Tribunal del Distrito de Estados Unidos. Por estos cargos se enfrentaba a 20 años en una prisión federal.
El 22 de junio de 2011 fue sentenciado a 366 días en una prisión federal, recibiendo la indulgencia del juez debido al "papel secundario" que representaba en la trama. Los fiscales federales habían solicitado en primera instancia una pena de prisión de cinco años.  El 6 de diciembre de 2011 comenzó a cumplir su condena en la prisión Lompoc Correctional Complex de California. Posteriormente fue trasladado a una instalación correccional federal en Long Beach, también en California. La fecha de puesta en libertad prevista fue el 12 de octubre de 2012.